# Ian Paisley

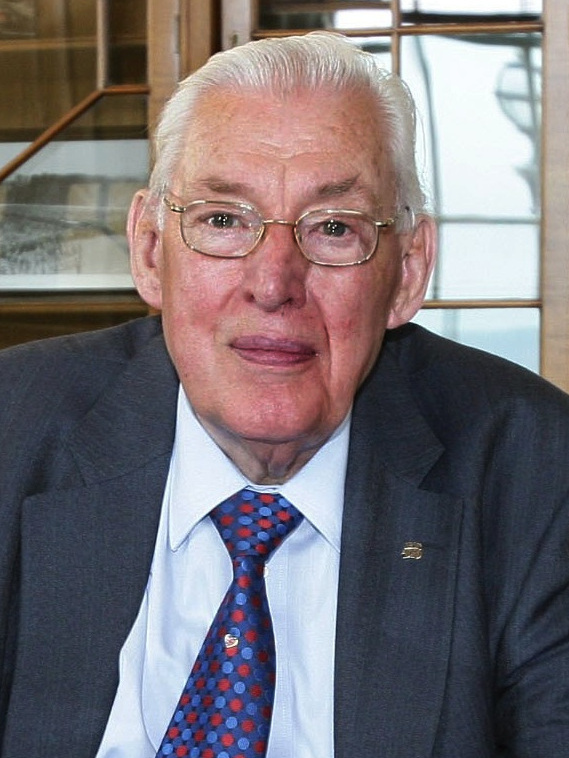
Ian Paisley (2009)

Ian Richard Kyle Paisley, Baron Bannside (* 6. April 1926 in Armagh, Nordirland; † 12. September 2014 in Belfast) war ein presbyterianischer Pfarrer und Politiker in Nordirland. Von 2007 bis 2008 leitete er als First Minister die nordirische Regionalregierung. Sein Sohn Ian Paisley Jr. ist ebenso ein Politiker der Democratic Unionist Party.
Laut Economist war Paisley „der einzige Mann im Europa des 20. Jahrhunderts, der sowohl eine Kirche als auch eine Partei gründete.“

## Leben
Paisley war der Sohn eines baptistischen Pfarrers und einer schottischen Predigerin. Er besuchte die South Wales evangelism school und wurde 1946 im Alter von 20 Jahren als Pfarrer ordiniert. Anfang der 1950er Jahre gründete er die Freie Presbyterianische Kirche und wurde deren gewählter Sprecher (englisch moderator). Ebenso gründete er seine eigene Zeitung, Protestant Telegraph. Die heute (2014) größte protestantisch-unionistische Partei Nordirlands, die Demokratisch-Unionistische Partei (englisch Democratic Unionist Party; DUP), geht auf ihn zurück; er war von 1971 bis 2008 ihr Vorsitzender.
In den 1960er-Jahren kämpfte er gegen eine Annäherung zwischen Nordirland und der Republik Irland (Gespräche zwischen dem Regierungschef Nordirlands Terence O’Neill und dem irischen Politiker Seán Lemass). Er setzte sich gegen eine Gleichberechtigung der katholisch-irischen Nordiren ein. Seit seiner Jugend widersetzte er sich jeder Kooperation mit Katholiken als „Pakt mit dem Teufel“. Als das nordirische Parlament 1972 unter dem britischen Premierminister Edward Heath aufgelöst wurde, stellte Paisley sich dagegen. Auch das Abkommen von Sunningdale (ein dreiseitiges Abkommen zwischen der Republik Irland, dem Vereinigten Königreich und Nordirland) wollte Paisley verhindern. Der Plan war, einen Irischen Rat (englisch Council of Ireland) zu schaffen, der Regelungen für Irland und Nordirland hätte beschließen können. Die Organisatoren eines großen Streiks (englisch Ulster Worker’s Strike), bei dem die Wasser- und Stromversorgung getroffen wurde, beriefen sich auf ihn. Das Abkommen von Sunningdale kam nicht zustande.
Nach Gründung der DUP wurde Paisley 1970 ins britische Unterhaus, ins Nordirische Parlament sowie 1979 ins Europäische Parlament gewählt. Er gehörte dem Europäischen Parlament 25 Jahre, dem Unterhaus 40 Jahre an. Unvergessen bleibt sein erster Auftritt im Europäischen Parlament am 17. Juli 1979, bei dem er sich polternd darüber beschwerte, dass der Union Jack vor dem Parlamentsgebäude auf dem Kopf stehend („upside down“) aufgezogen sei.
Als es 1985 zum Anglo-Irischen Vertrag kam (englisch Anglo-Irish Agreement), stellte er sich dagegen. Unter dem Motto „Nordirland sagt Nein!“ (Ulster says No!) organisierte Paisley große öffentliche Kundgebungen mit seinem Rivalen von der Ulster Unionist Party, James (Jim) Molyneaux. Später gründete er die paramilitärische Einheit „Dritte Kraft“ (englisch Third force), die sich allerdings bald wieder auflöste. Die politische Gefahr sah Paisley darin, Irland und das Vereinigte Königreich könnten gemeinsam über die Köpfe der protestantischen Bevölkerung von Nordirland hinweg handeln.
Paisley bestritt, dass es in Nordirland jemals ein friedliches Zusammenleben zwischen Protestanten und Katholiken würde geben können. Als der britische Premierminister James Callaghan ihm eines Tages beschwichtigend entgegenhielt: „Wir sind doch alle Kinder Gottes!“, gab Paisley zurück: „Nein, Mr. Callaghan, wir sind Kinder des Zorns (children of wrath).“ Als Papst Johannes Paul II. 1988 eine Rede vor dem Europäischen Parlament hielt, stand Paisley plötzlich auf und schrie, „Antichrist, I denounce you and your false teaching!“ (Antichrist, ich verurteile dich und deine verkehrte Lehre). Gleichzeitig hielt er ein Poster, worauf stand „POPE JOHN PAUL II ANTICHRIST“ (Papst Johannes Paul II. Antichrist). Nachdem Paisley aus dem Saal gewiesen wurde, fuhr der Papst mit seiner Rede fort.
Zu den Verhandlungen zum Karfreitagsabkommen 1998 wurde Paisley eingeladen, seine DUP zog sich jedoch sofort zurück, als auch Gerry Adams und seine Sinn Féin erschienen. Als das Ergebnis sowohl in Nordirland wie in der Republik Irland zur Abstimmung gestellt wurde, forderte Paisley die Wähler auf, beim Referendum mit Nein zu stimmen. Es kam jedoch trotzdem eine Mehrheit für das Abkommen zustande.
Seit 2005 war Ian Paisley Mitglied des Privy Council.
Recht früh ging man davon aus, dass er aller Voraussicht nach im Mai 2007 zum Ersten Minister von Nordirland gewählt würde. Seine mangelnde Gesprächsbereitschaft gegenüber der Sinn Féin blockierte längere Zeit die Bildung einer Allparteienregierung. Am 8. Mai 2007 bildeten Ian Paisley und Martin McGuinness von der Sinn Féin, dem politischen Flügel der Irisch-Republikanischen Armee (IRA), als Regierungschefs die nordirische Allparteienregierung. Im Kabinett besetzte die DUP fünf Ministerposten, die Sinn Féin entsandte vier Minister, während die unionistische Partei Ulster Unionist Party zwei sowie die republikanische Social Democratic and Labour Party einen Kabinettssitz aufzuweisen hatten. Einig waren sich Paisley und McGuinness bereits zu diesem Zeitpunkt im Bedrängen des britischen Schatzkanzlers, die Körperschaftssteuer auf 12,5 Prozent abzusenken, um die Wirtschaft wie in der Republik Irland anzukurbeln. Auch wenn sich Paisley nach außen hin geradezu freundlich gegenüber dem einstigen Gegner gab, sprachen die Äußerungen Robin Newtons, des Fraktionschefs der DUP, eine andere Sprache: „Es ist die Politik der DUP, mit Sinn Féin lediglich formelle Geschäftsbeziehungen in den verschiedenen Ausschüssen zu unterhalten.“
Am 4. März 2008 kündigte Paisley seinen Rücktritt sowohl als Erster Minister Nordirlands als auch als Vorsitzender der DUP für den kommenden Mai an. Paisley galt zuletzt innerhalb der DUP als umstritten, nachdem sein Sohn Ian Paisley jr., der weithin als Paisleys „Rechte Hand“ galt, in politische Skandale verwickelt wurde und Mitte Februar 2008 sein Regierungsamt aufgeben musste. Paisley erklärte aber, dass sein Rücktritt in keinem Zusammenhang mit dieser Affäre stünde. Am 18. Juni 2010 wurde er als Baron Bannside, of North Antrim in the County of Antrim, zum Life Peer erhoben. Er war dadurch fortan bis zu seinem Tod Mitglied des House of Lords.
Aus seiner Ehe mit Eileen Paisley gingen fünf Kinder hervor. Er starb am 12. September 2014 in Belfast im Alter von 88 Jahren an den Folgen einer Herzschwäche.

## Kritik an Paisley
Auch auf Paisleys Blockadehaltung ist das Scheitern diverser Versuche, die Lage in Nordirland zu verbessern, zurückzuführen. Seinen Gegnern galt Paisley als Hardliner, ein Blockierer aus dem Bewusstsein der Erwähltheit.
Der katholische Geistliche Sebastian Kampf aus Waakirchen nannte Paisley eine „gescherte Sau“, nachdem dieser seiner Meinung nach den Papst beleidigt hatte.

## Trivia
Bei Kollekten in seiner Kirche akzeptierte Paisley nur Geldscheine und keine Münzen. Er warf der Sunday Times vor, durch ihr Erscheinen am Sonntag „ständig den Sabbat zu entheiligen“, und verweigerte aus diesem Grund ihrem Korrespondenten ein Interview.